# Liste der deutschen Botschafter in Bosnien und Herzegowina

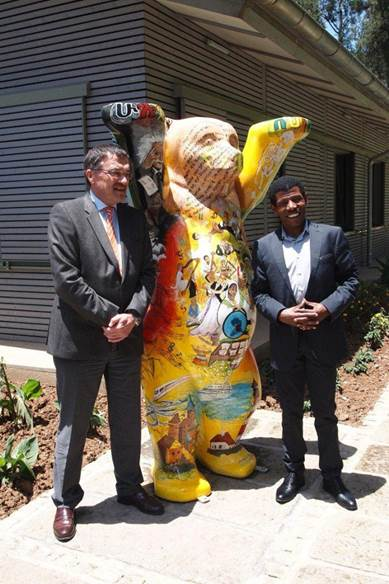
Joachim Schmidt (2015, links)

Die Liste der deutschen Botschafter in Bosnien und Herzegowina enthält alle Botschafter der Bundesrepublik Deutschland in Bosnien und Herzegowina. Sitz der Botschaft ist in Sarajewo.
| Name                        | Amtszeit  |
| --------------------------- | --------- |
| Johannes Preisinger         | 1994–1997 |
| Hennecke Graf von Bassewitz | 1997–1999 |
| Hans Jochen Peters          | 1999–2003 |
| Arne Freiherr von Kittlitz  | 2003–2006 |
| Michael Georg Schmunk       | 2006–2008 |
| Joachim Schmidt             | 2008–2011 |
| Ulrike Maria Knotz          | 2011–2014 |
| Christian Hellbach          | 2014–2016 |
| Christiane Hohmann          | 2016–2019 |
| Margret Uebber              | 2019–2022 |
| Thomas Fitschen             | seit 2022 |